# Pizzo d'Orsalietta
Pizzo d'Orsalietta är en bergstopp i Schweiz.   Den ligger i distriktet Vallemaggia och kantonen Ticino, i den sydöstra delen av landet, 110 km sydost om huvudstaden Bern. Toppen på Pizzo d'Orsalietta är 2 417 meter över havet, eller 86 meter över den omgivande terrängen. Bredden vid basen är 0,84 km.
Terrängen runt Pizzo d'Orsalietta är huvudsakligen mycket bergig. Runt Pizzo d'Orsalietta är det mycket glesbefolkat, med 4 invånare per kvadratkilometer.. Närmaste större samhälle är Cevio, 5,9 km sydost om Pizzo d'Orsalietta. 
I omgivningarna runt Pizzo d'Orsalietta växer i huvudsak blandskog.